# Magistralni put M10 (Montenegro)
Der Magistralni put M10 ist eine Nationalstraße in Montenegro, die von Budva über Cetinje nach Podgorica führt. Der M10 ist 58 Kilometer lang.

## Streckenverlauf
Der M10 zweigt in der Nähe von Budva vom M1 (früher nach Nummerierung der SFR Jugoslawien M2) ab. Als gut ausgebaute Passstraße führt er in nördlicher Richtung über die Gebirgskette Paštrovska Gora nach Cetinje. Dort schwenkt der M10 in nordwestlicher Richtung und führt ebenfalls gut ausgebaut nach Podgorica. In der Hauptstadt endet er an einer Kreuzung mit dem M3 (vor der Neunummerierung 2016 M18).

## Bedeutung
Da die Straße deutlich besser ausgebaut war als der M2, wurde über sie der Verkehr aus westlicher Richtung (Tivat, Kotor, Herceg Novi, Kroatien) nach Podgorica geführt.

## Geschichte
Zur Zeit der SFR Jugoslawien und noch bis zur Neunummerierung der montenegrinischen Straßen im Jahr 2016 trug die Straße die Nummer M2-3.